# یواس‌اس اتووانا (اس‌پی-۹۵۱)
یواس‌اس اتووانا (اس‌پی-۹۵۱) (به انگلیسی: USS Utowana (SP-951)) یک کشتی بود که طول آن 168' 9" بود.